# تقاطعات على مستويات مختلفة

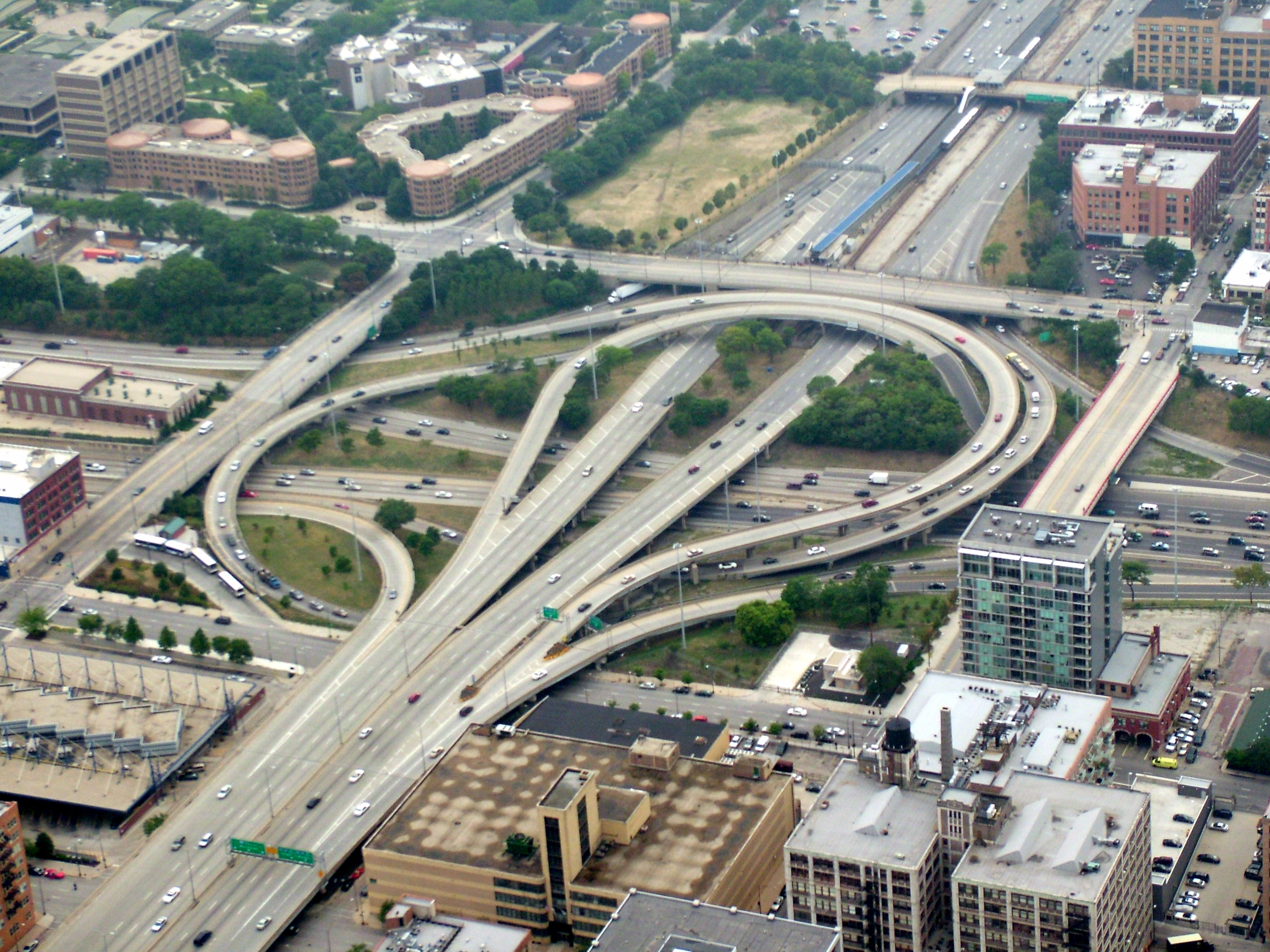
مثال على التعقيد المحتمل لتقاطعات على مستويات مختلفة، الذي يُشاهد في شيكاغو

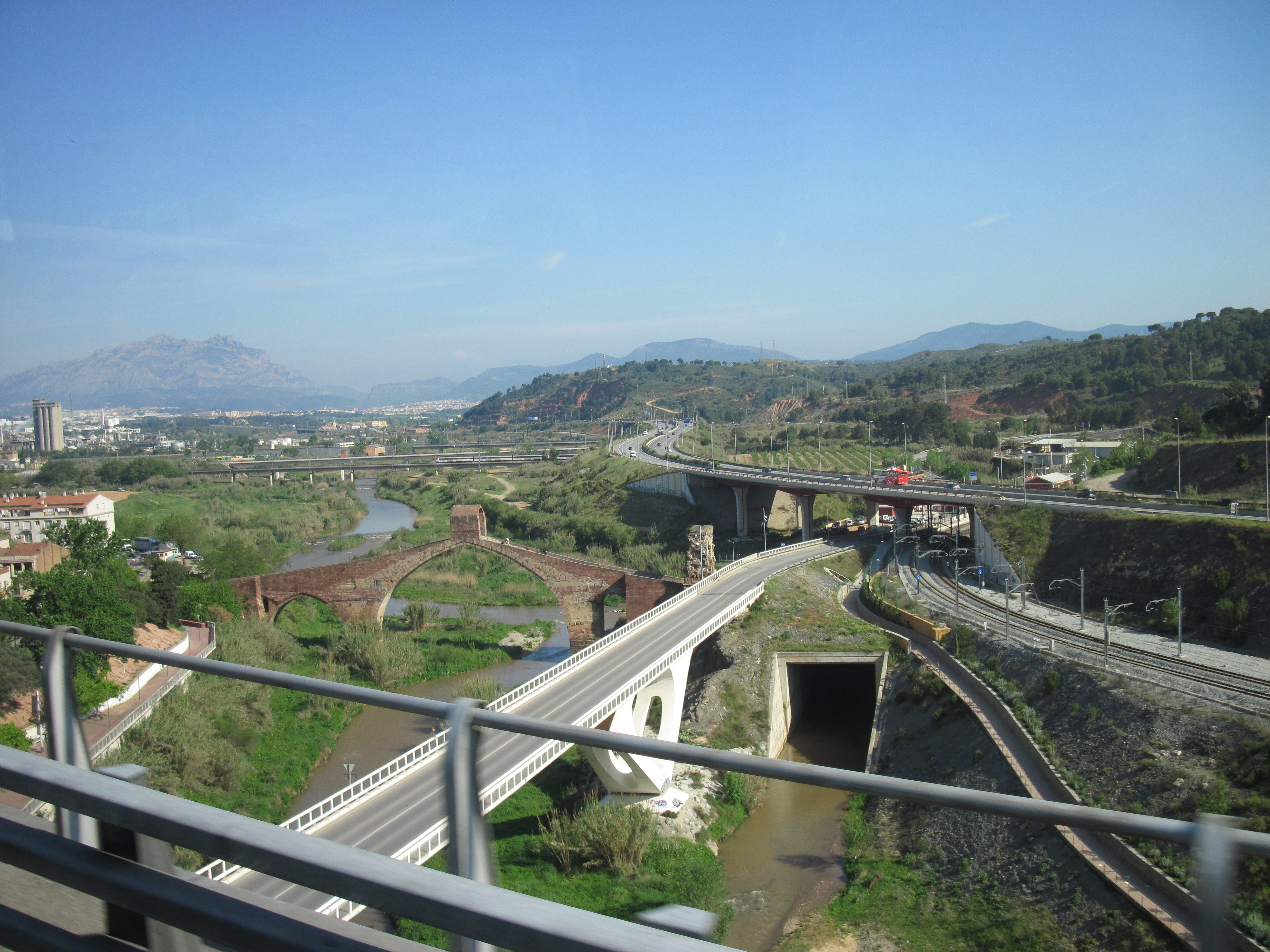
سبعة جسور مختلفة لتقاطعات على مستويات مختلفة في إسبانيا بالقرب من برشلونة

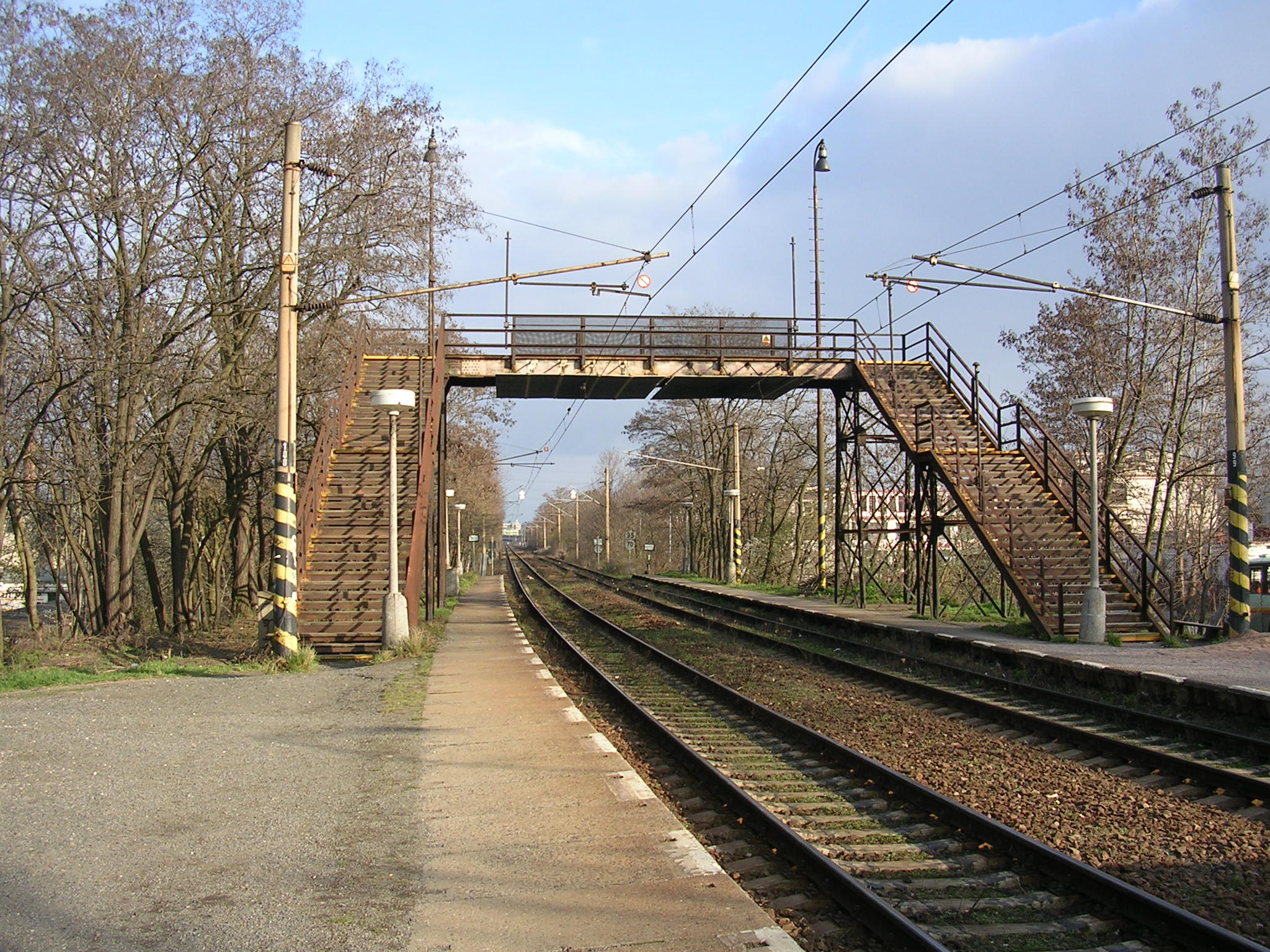
يشمل مفهوم تقاطعات على مستويات مختلفة كافة وسائل النقل، مثل جسر للمشاة فوق مسارات السكك الحديدية.

تقاطعات على مستويات مختلفة هو الاسم المعطى لطريقة مواءمة تقاطع بين اثنين أو أكثر من محاور النقل السطحي على ارتفاعات مختلفة بحيث لا يعطل تدفق حركة السير على طرق العبور الأخرى. يجب ألَّا يكون تكوين محاور النقل هذه متجانساً؛ يمكن أن يتكون من مجموعة من الطرق أو ممرات المشاة أو السكك الحديدية أو القنوات أو مدارج المطار. يمكن بناء الجسور أو الأنفاق أو مزيج من كلاهما عند تقاطع، لتحقيق الفصل اللازم.

## تأثيرات

### مزايا
تسمح التقاطعات على مستويات مختلفة بشكل عام لحركة المرور بالتحرك بحرية، مع عدد أقل من الانقطاعات، وبسرعة عامة أعلى؛ هذا هو السبب في أن حدود السرعة عادة ما تكون أعلى للطرق المفصولة. بالإضافة إلى ذلك، فإن المشكلات الأقل بين حركات المرور تقلل من مخاطر الحوادث.

### سلبيات
عادةً ما تكون التقاطعات على مستويات مختلفة، معقدة ومكلفة، بسبب الحاجة إلى هياكل مادية كبيرة مثل الأنفاق والسلالم والجسور. يمكن أن يكون ارتفاعها عالياً، وهذا، بالإضافة إلى أحجام الحركة المرورية الكبيرة التي تجذبها الطرق المفصولة، يميل إلى جعل التقاطعات على مستويات مختلفة غير شعبية بالنسبة لمالكي الأراضي والسكان القريبين.

## الطرق
يتم تطبيق المصطلح على نطاق واسع لوصف تقاطع طريق لا يتم فيه تعطيل التدفق المباشر لحركة المرور على واحد أو أكثر من الطرق. بدلاً من الاتصال المباشر، يجب أن تستخدم حركة المرور منحدرات (الولايات المتحدة، أستراليا، نيوزيلندا) أو الطرق المنحدرة (المملكة المتحدة، أيرلندا) للوصول إلى الطرق الأخرى عند التقاطع.
عادة، يتم اختيار الطرق السريعة الكبيرة، والطرق السريعة، أو المزدوجة لتكوين تقاطع، من خلال طولها أو جزء منها. حيث يزيد ذلك بشكل كبير من سعة الطريق مقارنةً بالطرق المتطابقة مع التقاطعات. على سبيل المثال، من غير المألوف للغاية العثور على تقاطعات على مستويات مختلفة على الطريق السريع البريطاني.
إذا تمكنت حركة المرور من عبور الوصلة من أي اتجاه دون الاضطرار إلى التوقف، عندئذ تُوصَف الوصلة بأنها مفصولة تمامًا أو متدفقة تمامًا.

## جسور المشاة ومترو الانفاق
يتم استخدام جسور المشاة وممرات المشاة لراكبي الدراجات (تسمى الممرات السفلية في أمريكا الشمالية) في كثير من الأحيان للسماح للمشاة وراكبي الدراجات بعبور الشوارع المزدحمة والطرق السريعة. على الرغم من تقديمه إلى سنترال بارك في مدينة نيويورك في ستينيات القرن التاسع عشر، أصبحت طرق مترو الأنفاق أكثر شيوعًا اليوم في أوروبا، خاصة في دول مثل هولندا والدنمارك حيث يتم تشجيع ركوب الدراجات بشدة.

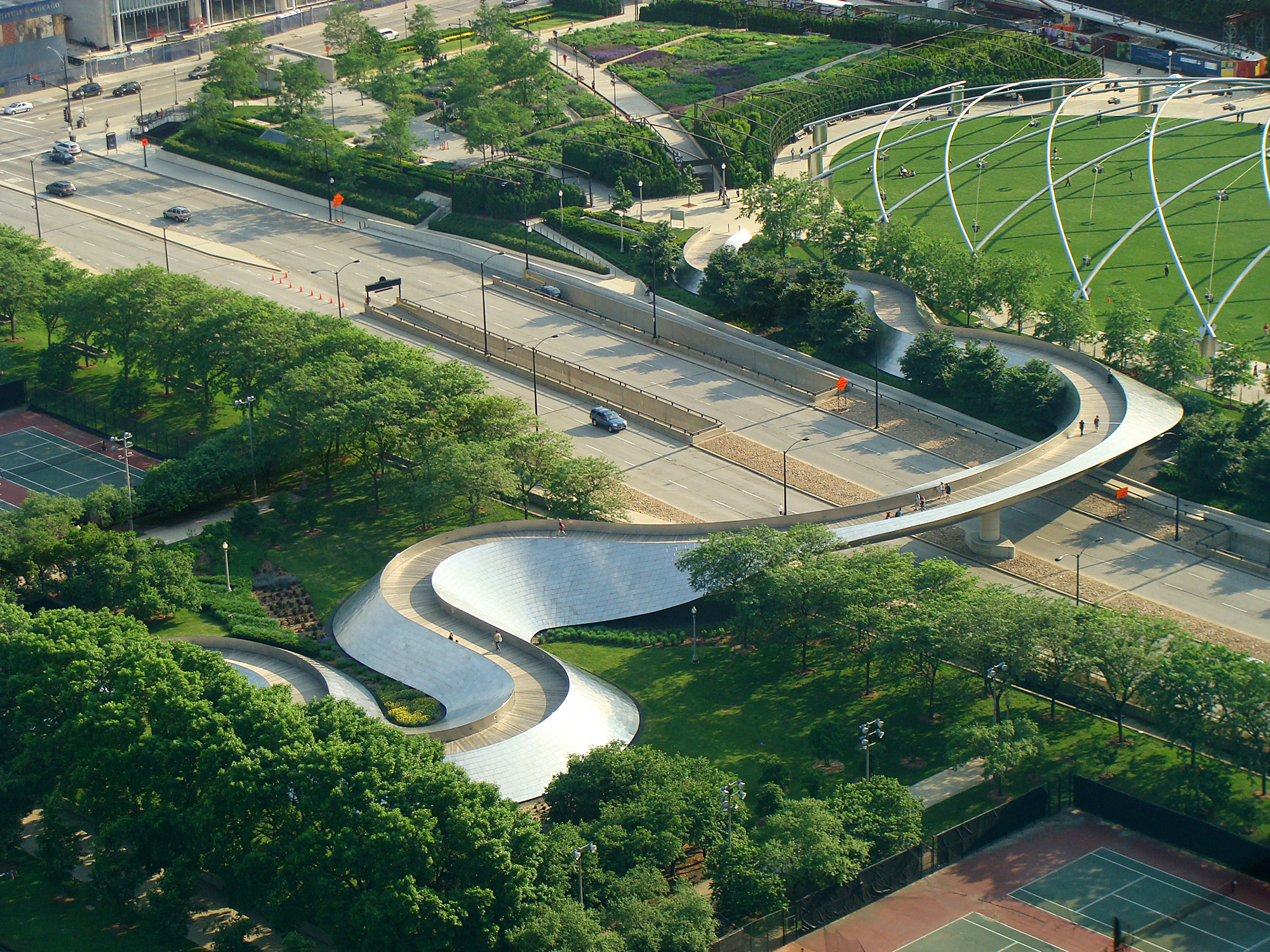
تم بناء جسر BP المصمم من قبل شركة جيري في شيكاغو للمشاة.
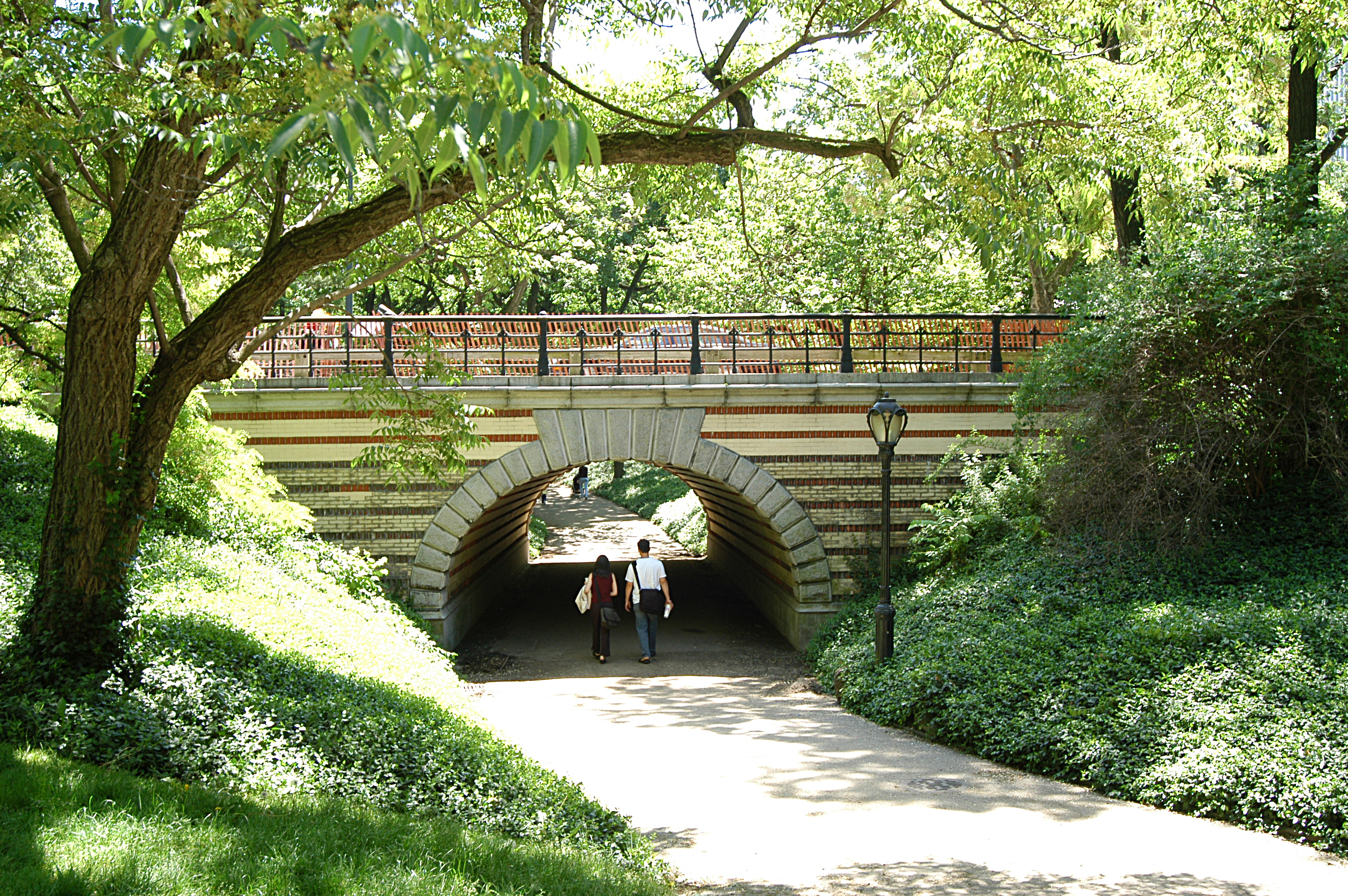
ممر سفلي للمشاة من القرن التاسع عشر في سنترال بارك.